# Semiothisa lapitaria
Semiothisa lapitaria är en fjärilsart som beskrevs av John Kern Strecker 1899. Semiothisa lapitaria ingår i släktet Semiothisa och familjen mätare. Inga underarter finns listade i Catalogue of Life.